# Laurent Hernu
Laurent Hernu (* 22. August 1976 in Creil) ist ein französischer Zehnkämpfer.
Hernu begann im Alter von elf Jahren mit der Leichtathletik und wurde zunächst von seinem Vater, einem ehemaligen Speerwerfer und Mehrkämpfer, trainiert. Nebenbei betrieb er noch zahlreiche weitere Sportarten wie Fußball und Karate, bevor er sich auf die Leichtathletik konzentrierte. Da er sich nicht auf eine einzige Disziplin beschränken wollte, wählte er eine Karriere als Mehrkämpfer. Hernu wurde insgesamt neunmal französischer Meister, dreimal im Zehnkampf (2000, 2002, 2003) und sechsmal in Folge im Siebenkampf in der Halle (2000–2005). Seine erste Olympiateilnahme absolvierte er 2000 in Sydney, wo er im Zehnkampf den 19. Platz belegte. Bei den Leichtathletik-Weltmeisterschaften 2001 in Edmonton wurde er Achter und bei den Leichtathletik-Europameisterschaften 2002 in München Siebter.
Seine stärkste Saison hatte Hernu 2003. Bei den Weltmeisterschaften in Paris belegte er den fünften Rang. Außerdem siegte er beim Décastar in Talence und wurde in der Wertung der IAAF World Combined Events Challenge Dritter. Bei den Olympischen Spielen 2004 in Athen belegte er den siebten Rang. Dieselbe Platzierung erreichte er im Siebenkampf bei den Leichtathletik-Halleneuropameisterschaften 2005 in Madrid.
Laurent Hernu ist 1,91 m groß und hat ein Wettkampfgewicht von 89 kg. Er startete für den Stade Nogent-sur-Oise AC und die VGA Compiègne. Er zeigt vor allem im Lauf- und Sprungbereich gute Leistungen, offenbart jedoch Schwächen in den Wurfdisziplinen.

## Bestleistungen
Freiluft:
- Zehnkampf: 8280 Punkte, 6./7. August 2001, Edmonton
- 100 m: 10,93 s, 5. Juni 2004, Arles
- 400 m: 48,62 s, 25. September 2004, Talence
- 1500 m: 4:24,35 min, 24. August 2004, Athen
- 110 m Hürden: 14,01 s, 7. August 2001, Edmonton
- Hochsprung: 2,10 m, 29. September 2000, Talence
- Stabhochsprung: 5,15 m, 16. September 2001, Talence
- Weitsprung: 7,56 m, 20. September 2003, Talence
- Kugelstoßen: 14,90 m, 13. September 2008, Talence
- Diskuswurf: 48,32 m, 23. Mai 2004, Nogent-sur-Oise
- Speerwurf: 60,14 m, 16. September 2001, Talence

Halle:
- Siebenkampf: 6190 Punkte, 28. Februar/1. März 2003, Aubière
- 60 m: 7,11 s, 28. Februar 2003, Aubière
- 1000 m: 2:41,83 min, 16. März 2003, Birmingham
- 60 m Hürden: 8,01 s, 1. März 2003, Aubière
- Hochsprung: 2,07 m, 14. Februar 1998, Bordeaux
- Stabhochsprung: 5,10 m, 13. Februar 2003, Nogent-sur-Oise
- Weitsprung: 7,49 m, 28. Februar 2003, Aubière
- Kugelstoßen: 14,59 m, 9. Februar 2002, Wien